# I bitwa w Szampanii
I bitwa w Szampanii – jedna z bitew I wojny światowej, która rozegrała się na froncie zachodnim. Stoczona została w dniach od 20 grudnia 1914 do 17 marca 1915. 

## Tło bitwy
Na początku listopada niemiecka ofensywa we Flandrii dobiegła końca i Francuzi zaczęli rozważać kolejne operacje ofensywne. Ataki Francuzów zmusiły Niemcy do utrzymania większej liczby sił na zachodzie. Po przeanalizowaniu możliwości ofensywy. Pomimo niedoborów wyposażenia, artylerii i amunicji, które doprowadziły Joffre'a do wątpliwości, czy można uzyskać sukces, Niemcom nie było wolno swobodnie koncentrować swoich sił przeciwko Rosji. Główne ataki miały być wykonane w Artois przez 10. armię w kierunku Cambrai i przez czwartą armię w Szampanii, od Suippes w kierunku Rethel. Celem było zablokowanie Niemcom możliwości przeniesienia oddziałów i zmuszenie Niemców do odwrotu.

## Bitwa
Główna bitwa rozpoczęła się 20 grudnia 1914 roku, kiedy I i XVII Korpus Kolonialny Francji zaatakował i osiągnął niewielkie zyski. 21 grudnia XII Korpus nie zdołał przesunąć frontu, ponieważ większość luk w niemieckim drucie kolczastym została pokryta karabinami maszynowymi, co uniemożliwiało ruch w zasięgu luf karabinów. Atak XII Korpusu został zatrzymany, a piechota rozpoczęła operacje wydobywcze, a artyleria bombardowała niemieckie linie obrony. 30 grudnia Francuzi rozpoczęli nowy atak, ponieważ Niemcy zaatakowali II Korpus na prawej flance, gdzie zdobyli trzy linie obrony i zabili wielu żołnierzy. Następnego dnia II Korpus odbił większość straconej ziemi, ale Niemcy dokonali czterech dużych kontrataków przeciwko Czwartej Armii, które to zdezorganizowały francuską ofensywę. W ciągu następnych kilku dni Francuzi użyli ognia artyleryjskiego, by wywierać presję na Niemcach. Francuskie ataki trwały przez kolejne dwa tygodnie, niewielka ilość ziem została dzięki temu przez nich odbita. Ofensywa zakończyła się 13 stycznia 1915 roku. 

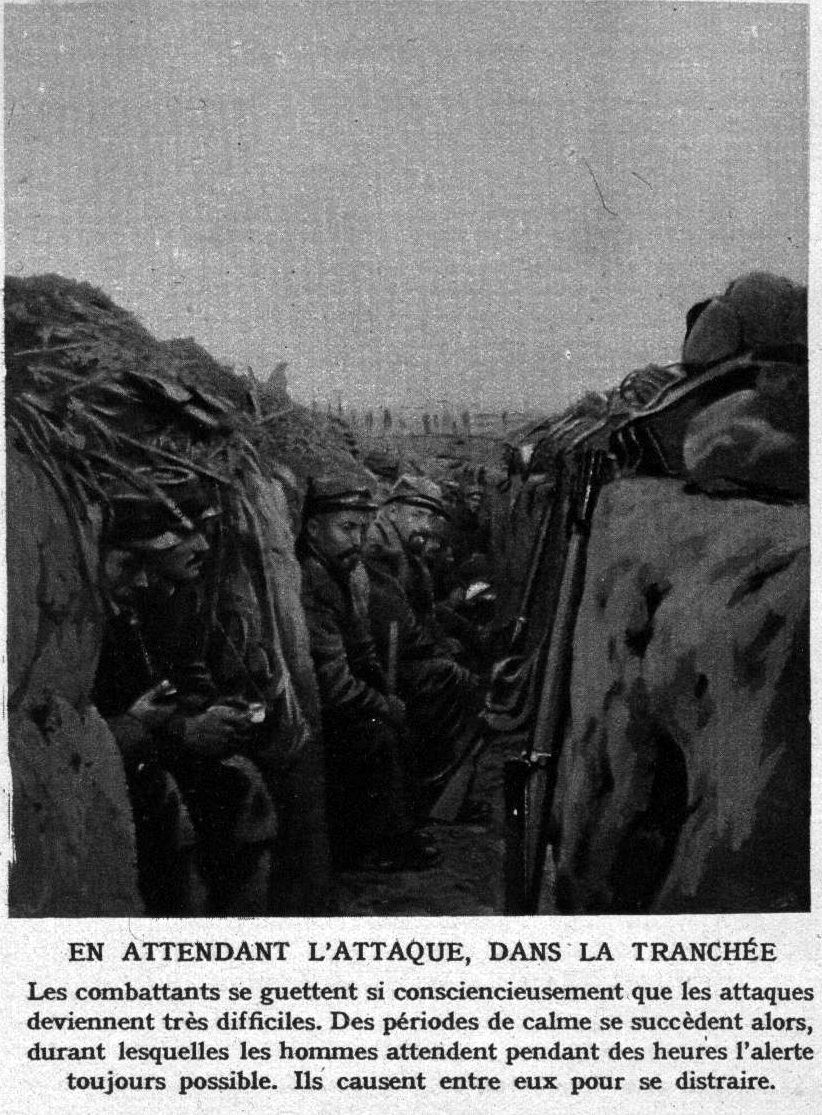
Francuscy żołnierze w okopach

W połowie stycznia rozpoczął niemiecki atak na północ od Soissons, ale został dokonany przez niewielką liczbę żołnierzy w celu zachowania rezerw dla operacji na froncie wschodnim, a francuscy obrońcy odparli atak. Pod koniec stycznia Niemcy dokonali ataku przeciwko Trzeciej Armii Francuskiej, która broniła umocnień na wysokości Aubréville w pobliżu głównej linii kolejowej do Verdun. Potyczki trwały jeszcze do marca 1915 roku. Żadna ze stron nie uzyskała przewagi dzięki stoczeniu tej bitwy.  

## Straty
W 2005 oszacowano, że podczas I bitwy w Szampanii poległo ok. 240 000 francuskich żołnierzy oraz 45 000 niemieckich. W 2012 uznano, iż liczba poległych Niemców mogła wynieść 47 tysięcy. 